# US Monastir
Union Sportive Monastirienne (arabisch الاتحاد الرياضي المنستيري, DMG al-Ittiḥād ar-Riyāḍī al-Munastīrī) ist ein tunesischer Sportverein aus Monastir, der vor allem für seine Fußballabteilung bekannt ist. Der Klub aus der Hafenstadt spielt in blau-weiß und spielt seit der Saison 2011/2012 wieder in der ersten tunesischen Liga.
Der Verein wurde am 17. März 1923 unter dem Namen Ruspina Sports gegründet, jedoch hat der Klub am 13. Juni 1942 seinen bis heute verwendeten Namen angenommen.
Obwohl US Monastir bereits in der Saison 1961/62 zum ersten Mal in der höchster Spielklasse des Landes spielte und mit einigen Unterbrechungen Jahrzehnte in der ersten Liga verbrachte, gelang es den Blau-Weißen nicht vor der Jahrtausendwende einen bedeutenden Titel zu erringen. In der Meisterschaft landete man stets im Mittelfeld der Tabelle oder spielte gegen den Abstieg. Im tunesischen Fußballpokal erreichte man jeweils 1965, 1981 und 2003 das Halbfinale. Bei der ersten Halbfinalteilnahme verlor man mit 3:1 gegen AS Marsa, bei der zweiten mit schied man nach einem 1:0 in der Verlängerung gegen den Lokalrivalen und späteren Pokalsieger ES Sahel aus und 2003 musste man sich Club Africain mit 1:0 geschlagen geben.
Erstmals erreichte man das Finale in der Saison 2008/09, welches aber mit 1:0 gegen Club Sportif Sfaxien verloren ging.
2019/20 erreichte man erneut das Finale und bezwang den Rekordmeister Espérance im Endspiel mit 2:0. Dies stellte den ersten Titel der Fußballabteilung dar. Durch den Sieg qualifizierte man sich für den nationalen Supercup. Diesen gewann man gegen denselben Gegner mit 5:3 nach Elfmeterschießen. Die reguläre Spielzeit endete mit einem 1:1.

## Fußballabteilung

### Erfolge und Titel
- Tunesische Meisterschaft
  - Vizemeister: 2022, 2024, 2025
- Tunesischer Pokal (1)
  - Gewinner: 2020
  - Finalist: 2009
- Tunesischer Superpokal (1)
  - Gewinner: 2020
- Zweite Liga (4)
  - Meister: 1976 (Gruppe Süd), 1980 (Gruppe Süd), 1998, 2011

## Bekannte Trainer
- Rudi Gutendorf (1961)
- Léon Semmeling (1999)
- Antoine Hey (2007)

## Statistik in den CAF-Wettbewerben
| Wettbewerb                    | Runde          | Gegner           | Hinspiel | Rückspiel           |  |
| ----------------------------- | -------------- | ---------------- | -------- | ------------------- |  |
|                               |                |                  |          |                     |  |
| CAF Confederation Cup 2020/21 | Vorrunde       | Fasil Kenema SC  | 2:0 (H)  | 1:2 (A)             |  |
|                               | 1. Runde       | Al-Ahly Tripolis | 2:0 (H)  | 0:0 (A)             |  |
|                               | Play-off-Runde | Raja Casablanca  | 0:1 (A)  | 1:0 (5:6 n. E.) (H) |  |
| CAF Champions League 2022/23  | Vorrunde       | APR FC           | 0:1 (A)  | 3:0 (H)             |  |
|                               | 1. Runde       | Al Ahly Kairo    | 0:1 (H)  | 0:3 (A)             |  |
| CAF Champions League 2024/25  | 1. Runde       | AS PSI           | 1:0 (A)  | 2:0 (H)             |  |
|                               | 2. Runde       | MC Alger         | 1:0 (H)  | 0:2 (A)             |  |

## Derby
Für die Fans des US Monastir sind die Begegnungen mit dem Étoile Sportive du Sahel die wichtigste Begegnung der Saison. Beide Klubs stammen aus derselben Region Tunesiens, und die Städte Monastir und Sousse liegen nur rund 20 Kilometer voneinander entfernt. Die Spiele zwischen beiden Vereinen werden als Sahel-Derby bezeichnet.
Die Gesamtbilanz des Sahel-Derbys fällt deutlich zugunsten von Étoile Sportive du Sahel, dem historisch größten Klub der Region, aus. In insgesamt 104 Begegnungen setzte sich der Klub aus Sousse 53-mal durch, während US Monastir lediglich 16 Siege verbuchen konnte. 35 Partien endeten unentschieden (Stand: Juli 2025).

## Basketball
Die Basketballabteilung des  US Monastir gilt als das sportliche Aushängeschild des Klubs. Das Team entwickelte sich zu einer der erfolgreichsten Mannschaften im tunesischen Basketball und machte sich auch auf afrikanischer Ebene einen Namen, insbesondere durch den Gewinn der Basketball Africa League.